# Turkmenische Sozialistische Sowjetrepublik
Die Turkmenische Sozialistische Sowjetrepublik (Abkürzung TuSSR) war vom 17. Februar 1925 bis 1991 eine Unionsrepublik der Union der Sozialistischen Sowjetrepubliken.

## Entwicklung
Vor seiner Gründung gehörte das in der Landschaft Turkestan gelegene Gebiet des heutigen Turkmenistans zu der Turkestanischen ASSR und zu den Volksrepubliken Choresmien und Buchara.
Der Ukrainer Iwan Iwanowitsch Meschlauk wurde 1928 erster Generalsekretär der Turkmenischen SSR.
1985 wurde Saparmyrat Nyýazow als Nachfolger von Muhammetnazar Gapurow Vorsitzender der Kommunistischen Partei (KP) der Turkmenischen Sozialistischen Sowjetrepublik. Im Januar 1990 wählte ihn der Oberste Sowjet zu seinem Vorsitzenden, zwei Monate später zum Präsidenten der Sowjetrepublik.
Im Oktober 1990 war die Turkmenische SSR die erste Sowjetrepublik der Sowjetunion, die eine Volkswahl des Präsidenten durchführte. Saparmyrat Nyýazow – der einzige Kandidat – wurde gewählt.
Der Asteroid des inneren Hauptgürtels (2584) Turkmenia wurde nach der Turkmenischen Sozialistischen Sowjetrepublik benannt. 1991 wurde es als Turkmenistan unabhängig.

## Bevölkerung
Bevölkerungsentwicklung:
| 1913     | 1926    | 1939      | 1959      | 1966      | 1970      | 1973      | 1979      | 1987      | 1988/89   | 1991      |
| -------- | ------- | --------- | --------- | --------- | --------- | --------- | --------- | --------- | --------- | --------- |
| 1.042.00 | 998.000 | 1.252.000 | 1.516.000 | 1.914.000 | 2.159.000 | 2.364.000 | 2.765.000 | 3.361.000 | 3.534.000 | 3.576.000 |

1. ↑  Kopiert aus dem russischen Artikel.
2. ↑  Die Jahreszahl der Volkszählung ist umstritten, da der russische Wikipedia-Artikel 1989 festschreibt und der Artikel hier in einem Abschnitt 1988 andeutet.

## Generalsekretäre der kommunistischen Partei der Turkmenischen SSR
- Iwan Meschlauk (1925–1926)
- Schajmardan Ibragimow (1926–1927)
- Nikolai Paskutzki (1927–1928)
- Grigori Aronschtam (1928–1930)
- Jakow Popok (1930–1937)
- Anna Muchammedowna (1937)
- Jakow Tschubin (1937–1939)
- Michail Fonin (1937–1947)
- Schadscha Batyrow (1947–1951)
- Suhan Babaýew (1951–1958)
- Jumadurdy Garaýew (1958–1960)
- Balyş Öwezow (1960–1969)
- Muhammetnazar Gapurow (1969–1985)
- Saparmurat Nijasow (1985–1991)